# Pixie (transceptor)
En 1982, George Burt GM3OXX diseñó un transceptor llamado Foxx, que fue publicado en la edición del verano de 1983 en la revista SPRAT.
Compuesto de apenas cinco transistores, pese a esa economía de medios, tenía mejoras brillantes como un RIT y tono de audio lateral (sidetone)
El Pixie fue probablemente el primer transceptor de construcción casera en utilizar el transistor del amplificador de potencia como mezclador.
El Pixie evolucionó sensiblemente a ambos lados del Atlántico, hasta que en 2001, Brice D. Hornback (KA8MAV) del grupo QRPp-I documentó la historia y la evolución del transceptor.